# 特雷福爾山
47°33′19″N 12°17′29″E / 47.55528°N 12.29139°E

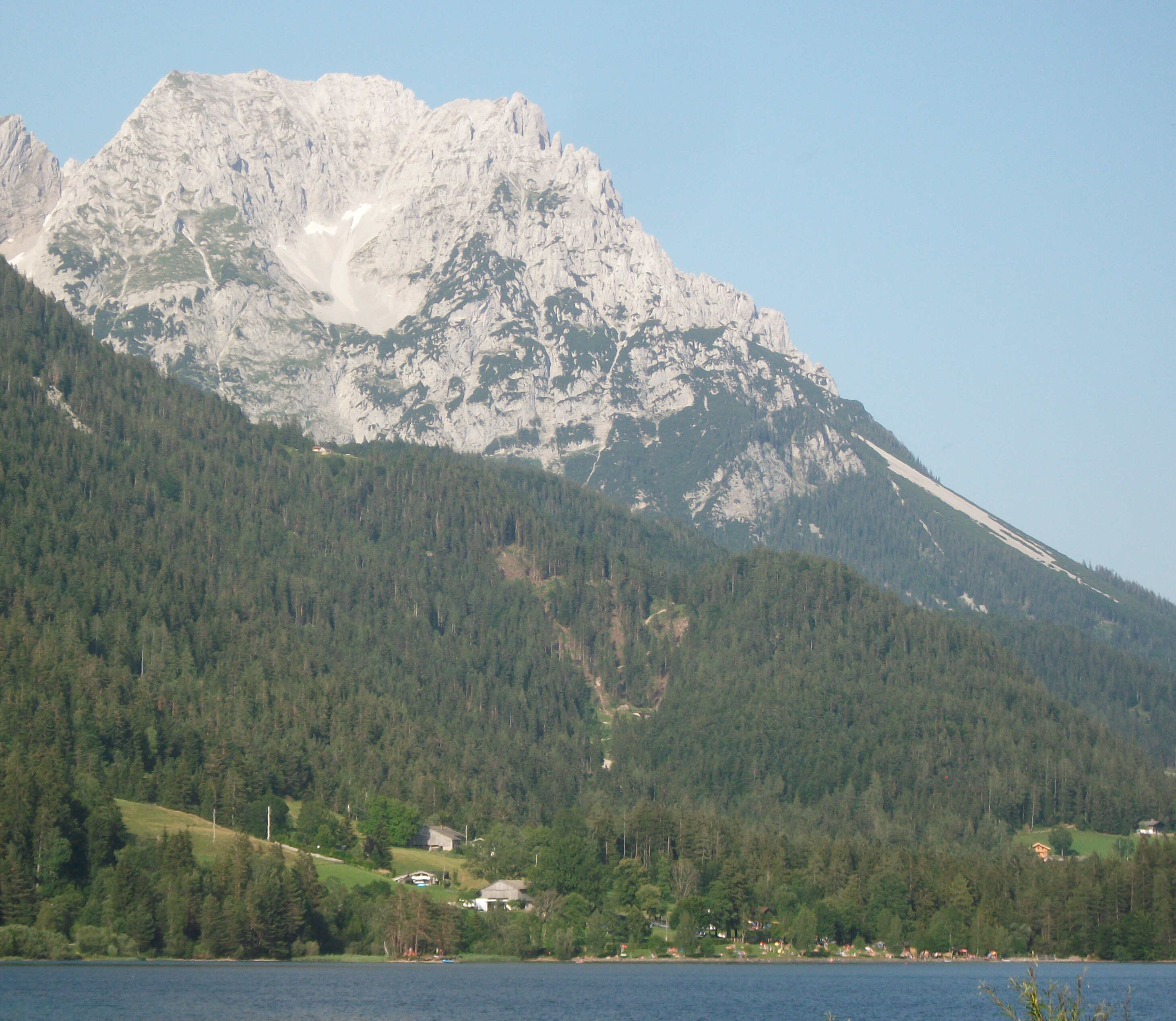

特雷福爾山（德語：Treffauer），是奧地利的山峰，位於該國西部，由蒂羅爾州負責管轄，屬於皇帝山脈的一部分，海拔高度2,304米，人類在1853年9月8日首次登頂。